# Cú Chuarán mac Dúngaile
Cú Chuarán mac Dúngaile (zm. 708 r.) – król Dál nAraidi od 698 r. oraz Ulaidu (Ulster) od 707 r. do swej śmierci. Syn króla Cruithni Dúngala Eilni mac Scandail (zm. 681 r.) oraz brat Aililla mac Dúngaile (zm. 690 r.), króla Dál nAraidi.
Cú Chuarán należał do bocznej linii rodu osiedlonej w Mag nEinli lub Eilne („Równina Nieczysta”), równinie między rzekami Bann a Bushe w hr. Antrim. Ta równina była zdobyta przez Dál nAraidi około połowy VII w. Według Księgi z Leinsteru objął tron Dál nAraidi po śmierci Áeda III Aireda (zm. 698 r.). Po dziewięciu latach panowania zdobył tron Ulaidu. Otrzymał go po abdykacji Bécca I Bairrche mac Blathmaic z Dál Fiatach w 707 r. Cú Chuarán poprowadził atak na irlandzkie ziemie Dál Riaty w północno-wschodnim hrabstwie Antrim. Niezbyt długo cieszył się władzą, bowiem następnego roku zginął z ręki Scandala Finda (Findchú) húa Rotain z Dál nAraidi. Po jego śmierci tron Dál nAraidi przeszedł na dalekiego kuzyna, Lethlobara I mac Echach, zaś Ulaidu na Áeda II Róina, syna Bécca I z Dál Fiatach.